# Тёмкин, Дмитрий Зиновьевич
Дми́трий Зино́вьевич Тёмкин (англ. Dimitri Tiomkin; 10 мая [22 мая] 1894, Кременчуг, Полтавская губерния, по другим сведениям, 1899 — 11 ноября 1979, Лондон; похоронен в Форест-Лауне, штат Калифорния) — американский композитор, внёсший большой вклад в развитие киномузыки. Четырёхкратный обладатель премии «Оскар».

## Биография

### Ранние годы
Родился в Кременчуге Полтавской губернии (Российская империя) в еврейской семье. Его отец, Зиновий (Зельман) Ионович Тёмкин (1865, Елисаветград — 1942, Париж), врач по профессии, после третьей женитьбы в 1921 году поселился в Берлине, затем в Париже (1924), где занимался общественной деятельностью, был членом президиума Всемирного союза сионистов-ревизионистов, председателем организации сионистов-ревизионистов Франции. Начальное музыкальное образование Дмитрий Тёмкин получил у своей матери — Марии Давидовны Тёмкиной (урождённой Тартаковской; 13 апреля 1867, Ново-Георгиевск — 9 марта 1960, Лос-Анджелес), которая преподавала игру на фортепиано, и уже к тринадцати годам стал студентом Петербургской консерватории. Был учеником по классу фортепиано у Феликса Михайловича Блуменфельда и Изабеллы Афанасьевны Венгеровой, а по классу композиции, гармонии и контрапункта — у Александра Константиновича Глазунова.
Зарабатывал на жизнь частными уроками, подрабатывал тапёром в кино. Последнее и ввело его в мир киномузыки. В свободное время посещал литературно-артистическое кабаре «Бродячая собака», пристанище модернистов и культурной богемы. В этом кабаре Дмитрий впервые услышал американскую музыку — Ирвинга Берлина («Alexander’s Ragtime Band») и других авторов, работавших в стилях рэгтайм и блюз, нарождавшийся джаз. Аккомпанировал балерине Тамаре Карсавиной и знаменитому французскому комику Максу Линдеру во время его выступлений в Санкт-Петербурге в рамках большого европейского турне.

### Эмиграция
После Октябрьской революции 1917 года Дмитрий Тёмкин служил в политуправлении Петроградского военного округа, был одним из организаторов масштабных музыкальных действ нового времени, таких как первомайская «Мистерия освобождённого труда» и грандиозная инсценировка «Взятие Зимнего дворца» (7 ноября 1920 года), в которой было задействовано свыше 6 тысяч артистов, в том числе 500 музыкантов.
Однако надежд на большую музыкальную карьеру в России того времени было мало, и в 1921 году Тёмкин эмигрировал в Берлин, к своему отцу. В столице Германии брал уроки у Ферруччо Бузони и его учеников Эгона Петри и Михаэля Задора. В 1924 году Дмитрий Тёмкин отправился на гастроли в Париж в составе фортепианного дуэта с Михаилом Харитоном (дуэт Тёмкина и Харитона гастролировал в 1923—1926 годах в Германии, Франции и США), а вскоре, по совету Фёдора Шаляпина, переехал в Соединённые Штаты Америки, где первое время аккомпанировал балетной труппе, которую возглавляла балерина и хореограф Альбертина Раш, ставшая вскоре его женой.
В 1928 году Тёмкин с большим успехом выступил на европейской премьере Фортепианного концерта Джорджа Гершвина в Париже.

### В Голливуде
Голливудская карьера Дмитрия Тёмкина началась в 1929 году, когда он эмигрировал в США. Приглашение в Голливуд стало спасением от надвигающегося экономического кризиса, поставившего «Американский Балет Альбертины Раш» на грань разорения. Труппа дала представление на премьере одного из первых звуковых фильмов «Бродвейская мелодия» (Broadway Melody, 1929) в Китайском театре Граумана (Grauman’s Chinese Theatre) и была замечена. К концу года Альбертина сделала постановку танцевальных номеров уже для трех мюзиклов MGM, а Дмитрий Тёмкин снабжал труппу музыкой собственного сочинения. К началу 1930-х годов Тёмкин стал одним из самых заметных композиторов Голливуда. Большой успех выпал на долю его сочинений для вестернов — киножанра, находившегося на пике популярности в Америке того времени. На часто задаваемый вопрос, как он, выходец из России, может так тонко чувствовать поэтику равнин американского Запада, Тёмкин отвечал «Степь она и есть степь!», предпочитая использовать это слово (steppe) традиционному американскому прерия (prairie).
Важным событием в жизни Тёмкина стала его встреча с Фрэнком Капрой, знакомство с которым переросло в дружбу и многолетнее сотрудничество. Первой их совместной работой стал фильм «Потерянный горизонт» (Lost Horizon, 1937). В этой работе Тёмкин применил много новаций: экспериментировал со звуком, использовал необычные тембровые комбинации, диалоги героев также были «подзвучены», причём инструментовка соответствовала тембру голоса актёра. Музыка к этому фильму была номинирована на «Оскар».
Среди работ Тёмкина 1930-х годов также можно выделить его обработку музыки Иоганна Штрауса для фильма «Большой вальс» (1938), посвящённого австрийскому композитору.
В годы Второй мировой войны Тёмкин по заказу американской армии писал музыку для документальных пропагандистских фильмов. Всего таких фильмов было снято двенадцать, в том числе «The Negro Soldier» (1944) и «The Battle of San Pietro» (1945). За эту работу Тёмкин был удостоен специальной награды от военного ведомства США.
Триумфальной для Дмитрия Тёмкина стала церемония Оскар 1953 года. Композитор получил сразу две золотые статуэтки: за музыку к вестерну «Ровно в полдень» (1952) и за песню «Do Not Forsake Me» из этого же фильма.
Премия Оскар присуждалась Дмитрию Тёмкину ещё дважды: за музыку к фильмам «Высокий и могучий» (1955) и «Старик и море» (экранизация повести Эрнеста Хемингуэя, 1958). Всего за свою более чем тридцатилетнюю карьеру в кино Тёмкин номинировался на эту награду 22 раза.
В конце 1967 года умерла жена Тёмкина Альбертина Раш. Вернувшись с похорон на свою голливудскую виллу, Тёмкин неожиданно столкнулся с грабителями, которые жестоко избили его. После этого Тёмкин решил продать дом в Голливуде и переехать в Старый Свет.

### Возвращение в Европу
С 1968 года Тёмкин жил в Лондоне, где в 1972 году женился на Оливии Синтии Пэтч (род. 1946) из пэрского семейства.
Однажды Дмитрию Тёмкину довелось выступить в несвойственной для себя роли кинопродюсера — фильм «Золото Маккенны» (1969, с музыкой Квинси Джонса), собравший целое созвездие именитых актёров, был особенно популярен в Советском Союзе.
Последней его работой в кино стало музыкальное оформление фильма Игоря Таланкина «Чайковский», который был поставлен на Мосфильме в 1970 году. В связи со съёмками фильма ему в этом же году впервые с 1921 года и в последний раз в жизни удалось посетить Москву. За музыку к «Чайковскому» Тёмкин получил последнюю в своей жизни (22-ю) номинацию на «Оскар».
Кроме множества самых престижных наград в мире кино и музыки, Дмитрий Тёмкин дважды награждался французским Орденом почётного легиона (как кавалер и как офицер), а также испанским Крестом кавалера Ордена Изабеллы Католической.
Дмитрий Тёмкин скончался в Лондоне в 1979 году. Его произведения продолжают использоваться в фильмах. Например, в начальных титрах фильма Квентина Тарантино «Бесславные ублюдки» (2009) звучит написанная Тёмкиным тема из «Форта Аламо».

## Семья
- Жена (с 27 мая 1926 года) — балерина Альбертина Раш (англ. Albertina Rasch; 1891—1967), родилась в Вене в еврейской семье из Польши, была хореографом ряда голливудских мюзиклов.
- Дядя — Владимир Ионович Тёмкин (1861—1927), видный российский сионистский деятель, с 1893 по 1917 год — казённый раввин Елисаветграда, с 1925 года — первый президент Всемирного союза сионистов-ревизионистов.

## Фильмография
- 1930 — Lord Byron of Broadway (из балета «Blue Daughter of Heaven»)
- 1930 — Our Blushing Brides
- 1931 — Воскресение / Resurrection
- 1933 — Алиса в Стране чудес / Alice in Wonderland
- 1934 — Roast-Beef and Movies
- 1935 — Капризная Мариетта / Naughty Marietta
- 1935 — The Casino Murder Case
- 1935 — Безумная любовь / Mad Love
- 1935 — I Live My Life
- 1936 — More Than a Secretary
- 1937 — Потерянный горизонт / Lost Horizon
- 1937 — The Road Back
- 1938 — С собой не унесёшь / You Can’t Take It with You
- 1938 — Отродье Севера / Spawn of the North
- 1939 — Дилижанс / The Stagecoach
- 1939 — Только у ангелов есть крылья / Only Angels Have Wings
- 1939 — Мистер Смит едет в Вашингтон / Mr. Smith Goes to Washington
- 1940 — Везучие партнёры / Lucky Partners
- 1940 — Человек с Запада / The Westerner
- 1941 — Познакомьтесь с Джоном Доу / Meet John Doe
- 1941 — Scattergood Meets Broadway
- 1941 — Flying Blind
- 1941 — Корсиканские братья/ The Corsican Brothers
- 1942 — A Gentleman After Dark
- 1942 — Twin Beds
- 1942 — Луна и грош / The Moon and Sixpence
- 1942 — Наш русский фронт / Our Russian Front — документальный
- 1943 — The Battle of Britain — документальный
- 1943 — Divide and Conquer — документальный
- 1943 — The Nazis Strike — документальный
- 1943 — Тень сомнения (фильм) / Shadow of a Doubt
- 1943 — Сообщение с Алеут / Report from the Aleutians
- 1943 — The Unknown Guest
- 1943 — The Battle of Russia — документальный
- 1944 — The Battle of China — документальный
- 1944 — Ladies Courageous
- 1944 — The Impostor
- 1944 — Мост короля Людовика Святого / The Bridge of San Luis Rey
- 1944 — The Negro Soldier
- 1945 — Когда женятся незнакомцы / When Strangers Marry
- 1945 — Forever Yours
- 1945 — San Pietro
- 1945 — Диллинджер / Dillinger
- 1945 — Two Down and One to Go
- 1945 — China’s Little Devils
- 1945 — War Comes to America — документальный
- 1945 — Pardon My Past
- 1946 — Да будет свет / Let There Be Light
- 1946 — Полустанок / Whistle Stop
- 1946 — Black Beauty
- 1946 — Ангел на моём плече / Angel on My Shoulder
- 1946 — Тёмное зеркало / The Dark Mirror
- 1946 — Эта прекрасная жизнь / It’s a Wonderful Life
- 1946 — Дуэль под солнцем / Duel in the Sun
- 1947 — Долгая ночь / The Long Night
- 1948 — Тарзан и русалки / Tarzan and the Mermaids
- 1948 — So This Is New York
- 1948 — Красная река / Red River
- 1948 — Портрет Дженни / Portrait of Jennie
- 1949 — Чемпион / Champion
- 1949 — Дом храбреца / Home of the Brave
- 1949 — Canadian Pacific
- 1949 — Красный свет / Red Light
- 1950 — Dakota Lil
- 1950 — Виновный свидетель / Guilty Bystander
- 1950 — Мёртв по прибытии / D.O.A.
- 1950 — Champagne for Caesar
- 1950 — Стрелок / The Gunfighter
- 1950 — The Men
- 1950 — Сирано де Бержерак / Cyrano de Bergerac
- 1951 — Mr. Universe
- 1951 — Нечто / The Thing from Another World
- 1951 — Незнакомцы в поезде / Strangers on a Train
- 1951 — Пекинский экспресс / Peking Express
- 1951 — Колодец / The Well
- 1951 — Барабаны глубокого юга / Drums in the Deep South
- 1952 — Bugles in the Afternoon
- 1952 — Шесть моих убеждений / My Six Convicts
- 1952 — Mutiny
- 1952 — Девушка в железной маске / Lady in the Iron Mask
- 1952 — Ровно в полдень / High Noon
- 1952 — Огромное небо / The Big Sky
- 1952 — Кровать / The Four Poster
- 1952 — Счастливые времена / The Happy Time
- 1952 — Стальная ловушка / The Steel Trap
- 1952 — Ангельское личико / Angel Face
- 1953 — Я исповедуюсь / I Confess
- 1953 — Jeopardy
- 1953 — Возвращение в рай / Return to Paradise
- 1953 — Blowing Wild
- 1953 — Взять высоту! / Take the High Ground!
- 1953 — Прекратить огонь! / Cease Fire!
- 1954 — Капитан / The Command
- 1954 — В случае убийства набирайте «М» / Dial M for Murder
- 1954 — Высокий и могучий / The High and the Mighty
- 1954 — Пуля ждёт / A Bullet Is Waiting
- 1954 — Приключения Хаджи Бабы / The Adventures of Hajji Baba
- 1955 — Странная леди в городе / Strange Lady in Town
- 1955 — Земля Фараонов / Land of the Pharaohs
- 1955 — Военный трибунал Билли Митчелла / The Court-Martial of Billy Mitchell
- 1956 — Неприятности на Столовой Горе / Tension at Table Rock
- 1956 — Гигант / Giant
- 1956 — Дружеское увещевание / Friendly Persuasion
- 1957 — Перестрелка в О. К. Коррал / Gunfight at the O.K. Corral
- 1957 — Опасный перегон / Night Passage
- 1957 — В поисках рая / Search for Paradise
- 1957 — Wild Is the Wind — номинация на Оскар
- 1958 — Старик и море / The Old Man and the Sea — премия Оскар
- 1959 — Рио Браво / Rio Bravo
- 1959 — Молодая земля / The Young Land — номинация на Оскар
- 1959 — Последний поезд из Ган-Хилл / Last Train from Gun Hill
- 1959—1965 — Сыромятная плеть / Rawhide — (музыкальная тема сериала звучит во всех 217 эпизодах)
- 1960 — Непрощённая / The Unforgiven
- 1960 — Форт Аламо / The Alamo — номинация на Оскар
- 1960 — На закате дня / The Sundowners
- 1961 — Город без жалости / Town Without Pity
- 1961 — Пушки острова Навароне / The Guns of Navarone — номинация на Оскар
- 1962 — Друг без друга / Without Each Other
- 1963 — 55 дней в Пекине / 55 Days at Peking — номинация на Оскар
- 1964 — Падение Римской империи / The Fall of the Roman Empire — номинация на Оскар
- 1964 — Мир цирка / Circus World
- 1965—1969 — The Wild Wild West (телевизионный сериал)
- 1965 — 36 часов / 36 Hours
- 1967 — Боевой фургон / The War Wagon
- 1968 — Екатерина Великая / Great Catherine
- 1970 — Чайковский — номинация на Оскар

## Награды
- Офицер ордена Почётного легиона (1976 год, Франция)[14]
- Кавалер ордена Почётного легиона (1960 год, Франция)[14]
- Кавалер ордена Искусств и литературы (1969 год, Франция)[14]
- Кавалер ордена Изабеллы Католической (1964 год, Испания)[15]